# Thesium australe
Thesium australe är en sandelträdsväxtart som beskrevs av Robert Brown. Thesium australe ingår i släktet spindelörter, och familjen sandelträdsväxter. Inga underarter finns listade i Catalogue of Life.